# العلاقات الإسرائيلية الفنلندية
العلاقات الإسرائيلية الفنلندية هي العلاقات الثنائية التي تجمع بين إسرائيل وفنلندا.

## مقارنة بين البلدين
هذه مقارنة عامة ومرجعية للدولتين:
| وجه المقارنة                                              | إسرائيل                                                             | فنلندا                                                                               |
| --------------------------------------------------------- | ------------------------------------------------------------------- | ------------------------------------------------------------------------------------ |
| المساحة (كم2)                                             | 20.77 ألف                                                           | 338.42 ألف                                                                           |
| عدد السكان (نسمة)                                         | 8.89 مليون                                                          | 5.52 مليون                                                                           |
| الكثافة السكانية (ن./كم²)                                 | 428.02                                                              | 16.31                                                                                |
| العاصمة                                                   | القدس                                                               | هلسنكي                                                                               |
| اللغة الرسمية                                             | اللغة العبرية، اللغة العربية                                        | اللغة الفنلندية، اللغة السويدية                                                      |
| العملة                                                    | شيكل إسرائيلي جديد، شيكل إسرائيلي قديم، جنيه فلسطيني، جنيه إسرائيلي | يورو، ماركا فنلندية                                                                  |
| الناتج المحلي الإجمالي (بليون دولار)                      | 350.85 مليار                                                        | 251.88 مليار                                                                         |
| الناتج المحلي الإجمالي (تعادل القوة الشرائية) بليون دولار | 306.51 مليار                                                        | 231.84 مليار                                                                         |
| الناتج المحلي الإجمالي الاسمي للفرد دولار أمريكي          | 35.73 ألف                                                           | 42.31 ألف                                                                            |
| الناتج المحلي الإجمالي للفرد دولار أمريكي                 | 36.58 ألف                                                           | 40.68 ألف                                                                            |
| مؤشر التنمية البشرية                                      | 0.899                                                               | 0.883                                                                                |
| رمز المكالمات الدولي                                      | +972                                                                | +358                                                                                 |
| رمز الإنترنت                                              | .il                                                                 | .fi                                                                                  |
| المنطقة الزمنية                                           | توقيت إسرائيل، Israel Summer Time ‏                                  | ت ع م+02:00، ت ع م+03:00، أوروبا/هلسنكي ‏، توقيت شرق أوروبا، توقيت شرق أوروبا الصيفي ‏ |

## منظمات دولية مشتركة
يشترك البلدان في عضوية مجموعة من المنظمات الدولية، منها:
| علم المنظمة | اسم المنظمة                               | تاريخ انضمام إسرائيل | تاريخ انضمام فنلندا |
| ----------- | ----------------------------------------- | -------------------- | ------------------- |
|             | مؤسسة التنمية الدولية                     | 22 ديسمبر 1960       | 29 ديسمبر 1960      |
|             | منظمة التعاون الاقتصادي والتنمية          | 7 سبتمبر 2010        | 1969                |
|             | الأمم المتحدة                             | 11 مايو 1949         | 14 ديسمبر 1955      |
|             | منظمة التجارة العالمية                    | 21 أبريل 1995        | 1995                |
|             | منظمة الشرطة الجنائية الدولية             | ?                    | ?                   |
|             | المركز الدولي لتسوية المنازعات الاستشارية | 22 يوليو 1983        | 8 فبراير 1969       |
|             | الاتحاد الدولي للاتصالات                  | 24 يونيو 1948        | 1 سبتمبر 1920       |
|             | الفريق المعني برصد الأرض                  | ?                    | ?                   |
|             | البنك الدولي للإنشاء والتعمير             | 12 يوليو 1954        | 14 يناير 1948       |
|             | الاتحاد البريدي العالمي                   | ?                    | ?                   |
|             | مؤسسة التمويل الدولية                     | 26 سبتمبر 1956       | 20 يوليو 1956       |
|             | وكالة ضمان الاستثمار متعدد الأطراف        | 21 مايو 1992         | 28 ديسمبر 1988      |
|             | يونسكو                                    | 16 سبتمبر 1949       | 10 أكتوبر 1956      |

## وصلات خارجية
- موقع وزارة الخارجية الإسرائيلية
- موقع وزارة الخارجية الفنلندية